# Sagul
Sagul (także Sagul san, 사굴산문/闍崛山門) – koreańska szkoła sŏn, jedna z 9 górskich szkół sŏn.
Szkoła ta została założona przez mistrza sŏn T'onghyo Pŏmila (810–887). Udał się on do Chin pom. 826 a 836 r. Został uczniem dwóch wybitnych mistrzów chan Yanguana Qi’ana, ze szkoły hongzhou i ucznia Mazu Daoyi, oraz Yaoshana Weiyana, ucznia Shitou Xiqiana.
Po powrocie do Korei w 847 r. przebywał w klasztorze Kulsan w Kangnŭng. Odrzucił tytuł Narodowego Nauczyciela (kor. kuksa) nadawany mu przez 3 kolejnych królów Silli.
Jego najwybitniejszymi uczniami byli Nangwŏn Kaech'ŏng i Nanggong Haengjŏk. Obaj otrzymali tytuły Narodowego Nauczyciela.
W XI i XII w. znanym mistrzem tej szkoły był Tamyŏn (1070–1159). Był w kontakcie ze szkola linji w Chinach. Był także bardzo znany ze swoich kaligrafii.
W 1356 r. wszystkie szkoły sŏn zostały zjednoczone pod nazwą chogye przez wybitnego mistrza sŏn T'aego Poŭ (1301-1382).

## Linia przekazu Dharmy zen
Pierwsza liczba oznacza liczbę pokoleń mistrzów od 1 Patriarchy indyjskiego Mahakaśjapy.
Druga liczba oznacza liczbę pokoleń od 28/1 Bodhidharmy, 28 Patriarchy Indii i 1 Patriarchy Chin.
Trzecia liczba oznacza początek nowej linii przekazu w danym kraju.
- 35/8 Mazu Daoyi (709–788) szkoła hongzhou
  - 36/9 Yanguan Qi’an (752–842)
    - 37/10/1 T'onghyo Pŏmil (810–889) szkoła sagul – Korea
      - 38/11/2 Nangwŏn Kaech'ŏng (854–930)
      - 38/11/2 Nanggong Haengjŏk (832–916)
        - 39/12/3 Sinjong
        - 39/12/3 Chuhae
        - 39/12/3 Imŏm